# ChS3型电力机车
ChS3型电力机车（俄語：ЧС3）是苏联铁路的干线电力机车车型之一，适用于供电制式为3千伏直流电的电气化铁路，由捷克斯柯达公司于1960年代初设计制造。

## 发展历史
1950年代起，按经济互助委员会分工，苏联向东欧国家出口干线柴油机车，而从捷克斯洛伐克进口电力传动调车柴油机车和客运电力机车，ChS3型电力机车为其中之一。1960年，随着苏联铁路开始在部分主要干线上扩大旅客列车编组，苏联铁道部要求斯柯达公司在ChS1型电力机车基础上，开发研制一种功率更大的新型四轴客运电力机车。1960年，斯柯达公司在ChS1型102号机车上，在保持其他电气和机械设备基本不变的情况下，试验安装新型大功率牵引电动机和传动装置，工厂设计代号为29E0。完成试验后，斯柯达公司于1961年开始批量生产ChS3型电力机车，设计代号为29E1，共计生产了87台。
ChS3型电力机车是四轴干线客运电力机车，采用双司机室的钢结构车体，并在车体两侧各设有四扇玻璃窗以便机械间采光，机车车顶设有两台双臂式受电弓。机车采用AL-4846eT 型直流牵引电动机，小时功率为700千瓦，持续功率为610千瓦，额定电压1500伏，为网侧输入电压的一半。机车对牵引电机采用串—并联换接、增减串联电阻进行调速，牵引电动机可采用全串联、串—并联、全并联三种联接方式，通过分流电阻进行转换，每种联接方式均可使用五级磁场削弱，削弱率分别为85%、70%、57.5%、47.5%、40%。机车走行部为两台二轴转向架，转向架具有中心销，一系悬挂装置由均衡梁和螺旋弹簧组成，二系悬挂装置由钢板弹簧旁承组成，车体的全部重量通过四个旁承坐落在前、后转向架构架上，重量再经由橡胶堆传递到轴箱和轮对上。牵引力和制动力通过中心销向车体底架传递。
ChS3型电力机车投入运用初期，主要用于担当莫斯科至哈尔科夫之间的客运牵引任务，后来又投入西伯利亚铁路使用，至1990年代逐步被ChS2型电力机车取代。